# Gongmaison
Gongmaison is een album van de van oorsprong Engels-Franse band Gong. Het is onbekend waar dit album in de geschiedenis van de band staat. De hoes van het album brengt hierin evenmin duidelijkheid.

## Musici
- Daevid Allen: Song sing string strum & plectrum
- Didier Bloomdido Malherbe: High wind instruments
- Uncle Harry Williamson: Kitchen synth & ingenius also voices & Gitbox on 1989 & Vocal arrangement on 5
- Shyamal Maitra: Tablas, Octopussy, Precolation & comments
- Graham Clark: Violin, second violin, third violin, etc, etc
- Wandana Bruce: Singing on 1,3,5 & 6 and Harmonium yum
- Conrad Henderson: Kubicki factor fretted Bassguitar
- Jenni Roger: Vocal on 6, backing vocals on 5
- Rob George: Cymbalwork on 5

## Titels
1. Flying teapot (Allen)
2. 1989 (Harry Williamson)
3. Tutti Caca (Allen)
4. Tablas Logorythmique (Maitra)
5. Negotiate (Allen)
6. We circle around (traditional)
7. Flying T Dance mix (Allen)

Een van de weinige dingen die over dit album te zeggen valt, is dat met deze musici Gong weer naar zijn wortels terugkeerde. Het Gong met Pierre Moerlen heet dan officieel Pierre Moerlen's Gong. Verdere albums kwamen weer gewoon uit onder Gong zelf.